# 浙江省台州医院
28°51′00″N 121°06′37″E / 28.84987°N 121.11017°E
浙江省台州医院，位于浙江省临海市，有临海市和台州市路桥区两个院区，是一家三级甲等综合性医院、温州医学院附属医院，浙江大学医学院教学医院。其前身为创建于1901年的恩泽医局。拥有将近1900名职工，其中有6位享国务院特殊津贴专家。

## 历史
- 1901—1951.12 恩泽医院
- 1946.5—1949.10 台州公立医院
- 1949.10—1954.10 浙江省立台州医院
- 1954.10—1956.5 临海医院
- 1956.5—1958.6 临海县人民医院
- 1958.6—1969.6 浙江省台州医院
- 1969.6—1970.5 台州地区人民医院
- 1970.5—1971.9 台州地区人民防治医院
- 1971.9—1978.6 台州地区人民医院
- 1978.6—至今 浙江省台州医院